# چرخه اولستر
چرخه اولستر بخشی از داستان‌های اساطیر ایرلندی است که موضوع اصلی آن رقابت دو ایالت ایرلند اولستر و کوناکت می‌باشد. در این روایت شاهان و ملکه‌ها, پهلوانان و خدایان ایرلند پیشامسیحیت حضور دارند. بدون شک مهم‌ترین شخصیت این حماسه کوهولین, پهلوان بزرگ ایرلندی است. داستان‌های چرخه اولستر در دوران قرون وسطی نگاشته شده و به همین سبب با عقاید مسیحی و اساطیر یونانی آمیخته شده است اما در آن می‌توان رگه‌هایی از اسطوره‌شناسی سلتی و ایرلندی باستان را یافت.

## اولستر و کوناکت
مصادف با نبوت عیسی در فلسطین در منطقه اولستر ایرلند, پادشاهی به نام کونچوبار مک نسا حکومت می‌کرد که نام او به صورت کوناهار و کونور نیز تلفظ می‌شود. در منطقه مجاور به نام کوناکت, ملکه‌ مدب (در لهجه ایرلندی مب یا مو خوانده می‌شود) و شوهرش ایلیل حکومت می‌کردند که با کونچوبار رقابت داشتند. ملکه مدب ایرلندی بعدها در نمایش رومئو و ژولیت شکسپیر به ملکه ماب تبدیل می‌شود. تلاش و حرص و ولع ملکه مدب برای به دست آوردن یک گاو جادویی و عظیم الجثه به نام کولنا در اولستر سرآغاز جنگی خونین میان دو ایالت شد.

### ماجرای عاشقانه دیردره و نیشا
دیردره دختر فدلیمید قصه‌گوی دربار کونچوبار پادشاه اولستر بود. پیشگویان دربار می‌گویند او در آینده بسیار زیبا خواهند شد اما مردان بسیاری از اولستر برای به دست آوردن او جان خود را از دست می‌دهند. گروهی می‌خواهند که دیردره را بکشند اما کونچوبار مانع می‌شود زیرا می‌خواهد خودش در آینده با دیردره ازدواج کند بنابراین دستور می‌دهد تا دیردره را به نزد زنی به نام لاورخام در میان جنگل بفرستند تا به دور از اجتماع زندگی کند. روزی دیردره کونچوبار را در حال کندن پوست یک گوساله در برف و کلاغ را در حال نوشیدن خون آن گوساله مشاهده می‌کند. سپس دیردره آرزو می‌کند با مردی که موهایی سیاه, پوستی سفید و گونه سرخ دارد, آشنا بشود. لاورخام, نیشا از درباریان کونچوبار را به او معرفی می‌کند. دیردره به همراه نیشا و برادرانش به اسکاتلند فرار می‌کنند. کونچوبار هنگامی که از این قضیه مطلع می‌شود, خشمگین می‌شود و گروهی از مزدوران را نزد دیردره و نیشا و برادرانش می‌فرستد. مزدوران کونچوبار, نیشا و برادرانش را به قتل می‌رسانند و دیردره را به کونچوبار می‌دهند. فرگوس, از پهلوانان اولستر, پس از این واقعه از کونچوبار رویگردان می‌شود و اولستر را ترک می‌کند تا به کوناکت نزد مدب و ایلیل برود. یک سال پس از اسارت دیردره, کونچوبار دیردره را به ائون, قاتل نیشا, می‌دهد اما دیردره خودکشی می‌کند تا این که با قتل معشوقش ازدواج نکند.

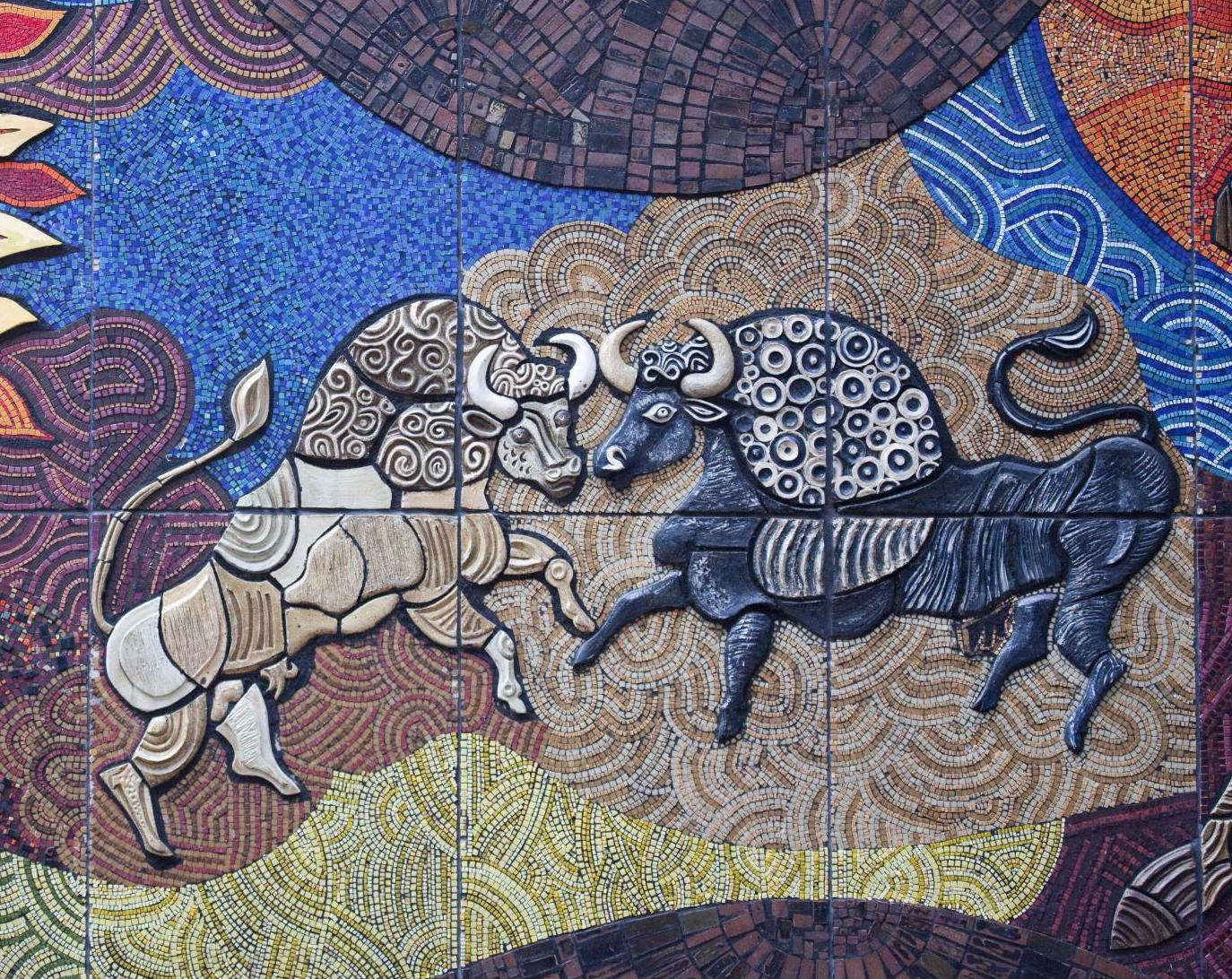
نبرد گاو فین بناخ (چپ) و کولنا (راست)

### غارت گله گاو کولی
بخش عمده داستان چرخه اولستر در کتاب تان بوکولنا (تاین بو کوایلن) یا غارت گله کولی روایت شده است. داستان از آن جا آغاز می‌شود که ملکه مدب به فین‌بناخ, گاوی که شوهرش شاه ایلیل داشت, حسادت می‌ورزید. او به همین سبب می‌خواست گاو قهوه‌ای بزرگی به نام کولنا که در قلمروی اولستر بود را به چنگ آورد. هنگامی که گاو کولنا وارد کوناکت شد, با فین بناخ گلاویز شد و فین بناخ را با شاخش کشت اما خودش نیز از پای درآمد. نبرد گاوها نمادی از نبرد اولستر و کوناکت هست. فرگوس از پهلوانان ایرلند باستان اعتقاد داشت که خدایان حسود عامدا این گاوهای جادویی را به ایرلند آوردند تا آتش جنگ و تلخکامی و تفرقه را شعله‌ور کنند.

### کوهولین و دیگر قهرمانان اولستر
در میان قهرمانان اسطوره‌ای اولستر سه جنگجو از همه برجسته‌تر به نظر می‌رسند: کوهولین, فرگوس مک روک و کونال کارناک. فرگوس و کونال هر دو از مربیان کوهولین و از درباریان کونچوبار بودند که بعدها به رقیب کوناکت پیوستند. فرگوس پس از ماجرای دیردره و نیشا از اولستر به کوناکت رفت و بعدا رابطه عاشقانه‌ای با ملکه مدب کوناکت داشت.

### سفر کوهولین به اسکاتلند
کوهولین, پهلوان بزرگ اولستر, در این زمان به اسکاتلند رفته بود تا نزد زن جادوگری به نام اسکاتباخ, اصول جادوگری را بیاموزد. آن شاگرد قدرشناس و وفادار, قبل از خروجش از آنجا, دشمن بزرگ اسکاتباخ که آیفه ساحره خوانده می‌شد, را مغلوب کرد. بعدها آیفه از کوهولین صاحب فرزندی به نام کنلاچ می‌شود.

### بازگشت کوهولین به ایرلند و نفرین ماخا (ماشا)
پس از بازگشت کوهولین به ایرلند, ملکه مدب مترصد فرصتی بود تا درست زمانی جنگ برای تصاحب گاو در اولستر را آغاز کند که پهلوانان اولستر در نتیجه نوعی بیماری عجیب, فرسوده و از کارافتاده می‌شدند و حتی دست و پایشان را به سختی حرکت می‌دادند. این بیماری عجیب نفرین ایزدبانو ماشا بود که به سبب تمسخر او توسط اولستری‌ها, این بلا بر سرشان می‌آمد اما کوهولین به خاطر ماهیت نیمه خدایی خود (پدر او لوگ از ایزدان توآتا دی دانان می‌باشد) از این نفرین در امان می‌ماند. او به جنگ علیه مدب ادامه می‌دهد و در این میان, پدرش ایزد لوگ و یک ایزدبانو توآتا دی دانان به نام موریگان به یاری او می‌پردازند.

### ورود کنلاچ به ایرلند
کنلاچ, پسر کوهولین از آیفه, در بحبوحه جنگ اولستر و کوناکت وارد ایرلند می‌شود و بدون این که پدر خود را بشناسد, وارد جنگ با او می‌شود. کنلاچ به دست کوهولین کشته می‌شود. کوهولین پس از این که به هویت پسر مقتول خود پی می‌برد, افسرده و دیوانه می‌شود و از آن روز به بعد همیشه غمگین باقی می‌ماند.

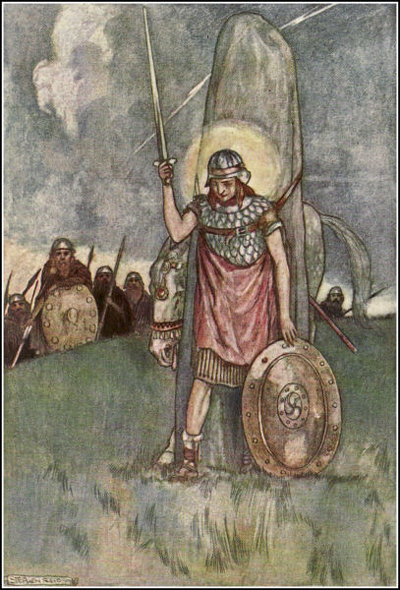
مرگ کوهولین اثر استفان رید

### مرگ کوهولین
کوهولین توسط مزدوران جادوگری که برای ملکه مدب کار می‌کردند, از پا در می‌آید. او در حالی که زخم مهلکی برداشته بود, با کمربند خودش را به ستون سنگی وصل می‌کند تا ایستاده بمیرد و حتی در لحظات آخر, دست کسی را قطع می‌کند که طبق رسم می‌خواست سر او را به عنوان غنیمت و نشانه پیروزی ببرد. 

### سرنوشت ملکه مدب و متحدانش
گروهی از پهلوانان اولستر به علت اختلافات با کونچوبار به ملکه مدب و ایلیل پادشاه پیوستند. بعضی از آن‌ها مثل فرگوس معشوق ملکه مدب نیز بودند. فرگوس هنگامی که در استخر با مدب شنا می‌کرد, به دستور ایلیل کشته شد. در نهایت در مجموعه از رقابت‌های عشقی و سیاسی ملکه مدب, آیلیل پادشاه و پهلوانان اولستری مثل فرگوس به قتل رسیدند.

### عاقبت کونچوبار
کونچوبار با آگاه شدن از خبر مصلوب شدن و رنج‌های عیسی از فرط افسردگی فوت کرد. کوهولین پهلوان بزرگ ایرلند نیز در بهشت به حقانیت عیسی ایمان آورد.